# 会田雄次
会田 雄次（あいだ ゆうじ、1916年〈大正5年〉3月5日 - 1997年〈平成9年〉9月17日）は、日本の西洋史学者。京都大学名誉教授。専門はイタリア・ルネサンス。保守派の論客として知られた。

## 経歴

### 出生から太平洋戦争終結まで
1916年、動物学者・会田龍雄の次男として京都市で生まれた。京都府立第一中学校（現京都府立洛北高等学校・附属中学校）、第三高等学校を経て、京都帝国大学文学部史学科に進んだ。1940年に大学を卒業し、同大学大学院に進学。
1942年、京都帝国大学文学部副手に採用された(1948年まで)。1942年からは龍谷大学予科講師を兼任。しかし、戦局の悪化に伴い1943年に応召し、ビルマ戦線に歩兵一等兵として従軍。イギリス軍捕虜となり1947年に復員するまでラングーンに拘留された。この時の捕虜体験を基に書かれたのが『アーロン収容所』（中央公論社）である。

### 太平洋戦争後
復員後の1947年、神戸経済大学予科教授となった。1949年、国立学校設置法公布により神戸経済大学が包摂されたことに伴い、以後は神戸大学文理学部助教授。1952年、京都大学人文科学研究所教授に就任。1962年に学位論文『ルネサンスの美術と社会』を京都大学に提出して文学博士号を取得。1979年に京都大学を定年退官し、名誉教授となった。1997年、京都市内の病院で肺炎のため死去した。享年81。

## 受賞・栄典
- 1988年：京都市文化功労者。

## 研究内容・業績
専門は西洋史で、イタリア・ルネサンス研究。中年以降は日本人論、日本文化論で多くの著作を出し、『日本人の意識構造』ではルース・ベネディクトの日本論を批判した。

## 家族・親族
- 父：会田龍雄は動物学者。第五高等学校や京都高等工芸学校教授を務めた。
- 従兄弟：会田俊夫は工学研究者。京都大学工学部教授[3]。

## 著作

### 著書
- 『近代世界の胎動』(京大西洋史 4) 創元社 1951
  - 改題改訂版『ルネサンスと宗教改革』1958
- 『ルネサンスの美術と社会』創元社(創元学術双書) 1957
- 『アーロン収容所：西欧ヒューマニズムの限界』中公新書 1962[4]、改版2018 / 中公文庫 1973
- 『ミケランジェロ：愛と美と死と』誠文堂新光社 1963
- 『男性的家庭論』筑摩書房 グリーンベルト・シリーズ 1964
  - 『夫の論理・妻の論理』角川文庫 1972
- 『日本文化の条件：苦悶と混迷の思想地帯から』番町書房 1965
- 『敗者の条件：戦国時代を考える』中公新書 1965 / 中公文庫 1983、改版2007
- 『合理主義：ヨーロッパと日本』講談社現代新書 1966、のちPHP文庫
- 『ヨーロッパ・ヒューマニズムの限界』新潮社 1966
- 『ミケランジェロ：その孤独と栄光』新潮社 1966、のち新版選書・PHP研究所
- 『男性待望論：私の女性教育』講談社 1967
- 『日本文化への直言』人物往来社 1967
- 『ミケランジェロ』講談社 原色写真文庫 1967
- 『日本人の意識構造：風土・歴史・社会』講談社 1970、講談社現代新書 1972
- 『極限状況の日本人：会田雄次版軍人勅諭』学習研究社 1972
  - 新版改題『日本人の精神構造』PHP研究所 2003
- 『日本の風土と文化』角川選書 1972
- 『日本人の忘れもの』PHP研究所 1972、新版1977、角川文庫 1974
- 『事実と幻想：続・日本人の意識構造』講談社 1973
- 『日本人の生き方』富山県教育委員会(精神開発新書) 1973、講談社学術文庫 1976。講演冊子
- 『ルネサンス　新書西洋史 4』講談社現代新書 1973
- 『アーロン収容所再訪』文藝春秋 1975 / 中公文庫 1988
  - 改題文庫化『回想アーロン収容所』角川文庫 1979
- 『決断の条件』新潮選書 1975、改版2013
- 『超越者の思想：神と人の出会い』講談社現代新書 1975
- 『勝者の条件』雷鳥社 1976 / 中公文庫 2015
- 『日本人材論：指導者の条件』講談社 1976 / 講談社文庫 1982
- 『表の論理・裏の論理：日本人的英知の再評価』PHP研究所 1977、のち角川文庫
- 『原点からの発想：日本的英知の再発見』サンケイ出版 1978、のち角川文庫
- 『リーダーの条件』新潮社 1979、のち新潮文庫、新編・PHP文庫
- 『逆説の論理：新時代に生きる日本の英知』PHP研究所 1980、PHP文庫 1984
- 『必然と偶然と』雷鳥社 1981
- 『氷雪の時代：日本生き残りの論理』PHP研究所 1982、PHP文庫 1987
- 『統率力の研究』力富書房 1984
  - 改題『人間的魅力』三笠書房知的生きかた文庫 1993
- 『日本的権威の論理：日本のリーダー像とその危機』PHP研究所 1984、PHP文庫 1991
- 『歴史を変えた決断の瞬間』角川書店 1984、角川文庫 1989
  - 改題『歴史を変えた決断』PHP文庫 2004
- 『歴史小説の読み方 吉川英治から司馬遼太郎まで』PHP研究所 1986、PHP文庫 1992
- 『よみがえれ、バサラの精神：今、何が、日本人には必要なのか?』PHP研究所 1987、PHP文庫 1990
- 『歴史に学ぶ生き甲斐と死に甲斐』PHP研究所 1988
  - 改題『歴史に学ぶ「生きがい」の研究』PHP文庫 1993
- 『大指導者、無用の時代 日本人に必要な自己変革とは何か』PHP研究所 1990
- 『日本の命運 亡国の論理と思想』PHP研究所 1993
- 『新選 日本人の忘れもの：日本的叡知の再評価』PHP研究所 1994、PHP文庫 2002
- 『日本人として言い残しておきたいこと：品格なきこの国のかたち』大和出版 1995
  - 改題『人生の探求 変わるものと変わらないもの』PHP文庫
- 『生と死の極意：男・据え物の覚悟』PHP研究所 1995
  - 改題『名将にみる生き方の極意：自覚の持ち方・覚悟の決め方』PHP文庫 1997
- 『たどり来し道』新潮社 1996。回想記
- 『歴史家の立場』PHP研究所 1997
- 『歴史家の心眼』PHP研究所 1998、PHP文庫 2001

### 著作集
- 『会田雄次著作集』(全11巻)講談社 1979-1980

1. 『アーロン収容所、アーロン収容所再訪』
2. 『日本人の意識構造、事実と幻想』
3. 『日本の風土と文化、超越者の思想』
4. 『決断の条件、日本人材論』
5. 『勝者の条件、敗者の条件』
6. 『日本人の忘れもの、表の論理・裏の論理』
7. 『男性待望論、夫の論理・妻の論理』
8. 『ヨーロッパ・ヒューマニズムの限界、ミケランジェロ』
9. 『合理主義、ルネサンス』
10. 『ルネサンスの美術と社会』1
11. 『ルネサンスの美術と社会』2

### 共編著
- 『要訣世界史』共著 文英堂 1951
- 『世界史辞典』前川貞次郎・外山軍治共著、泰西社 1958
- 『封建社会と共同体』清水盛光共編、創文社 1961
- 『文英堂精説世界史』羽田明・豊田尭共著 文英堂 1964
- 『歴史の名著 近代を発見した人びと』編、至誠堂新書 1965
- 『マキアヴェリ』(世界の名著 21) 責任編集、中央公論社 1966
  - 「ルネサンス」中公クラシックス・コメンタリィ 2008
- 『オリエント・地中海世界 第2』(世界歴史 3) 羽田明共編、人文書院 1966
- 『超越者のすまい』二川幸夫写真、淡交新社 1967[5]
- 『学生におくる』編、旺文社新書 1967
- 『現代高校教師論』尾鍋輝彦ほか共著、明治図書出版(明治図書新書) 1967
- 『世界の中の日本百年』野田宣雄・中村賢二郎・望田幸男共著 文藝春秋 1967
- 『封建国家の権力構造』清水盛光共編、創文社 1967
- 『現代人のための名著』市村真一・永井陽之助・宇野精一共編、講談社現代新書 1968
- 『信条に生きる』編、旺文社新書 1968
- 『人生この一番』編 旺文社新書 1968
- 『世界の歴史 第12 ルネサンス』中村賢二郎と共著、河出書房新社 1969
  - 新装版1974・1980年
  - 河出文庫 1989
- 『喧嘩の哲学 心の対話』遠山景久共著 日本ソノ書房 1969
- 『世界の宗教 第2 愛と裁き カトリック』谷泰共著 淡交社 1969
- 『財界人の外国観』(財界人思想全集 6) 編、ダイヤモンド社 1970
- 『日本古戦場100選』監修、秋田書店 1970
- 『日本 その国益と世界』編、日本経営出版会 1972
- 『日本人の探究：「日本再発見」のすすめ』編、日本能率協会 1972
- 『足利尊氏』(批評日本史 政治的人間の系譜 3) 大隅和雄・山崎正和共著 思索社 1972
- 『織田信長』(批評日本史 政治的人間の系譜 4) 原田伴彦・杉山二郎共著 思索社 1972
- 『京都の記録 別巻 雨の夜明けの物語 聞き書き集』八木岡英治共著 時事通信社 1974
- 『世界の中の日本人 会田雄次座談集』河出書房新社 1974
- 『女性のすべて：男性からの要望』企画監修 高木書房 1977
- 『日本史の黒幕』小松左京・山崎正和共著 平凡社 1978、中公文庫 2019
- 『英雄裁判』奈良本辰也共編 徳間書店 1979
- 『対談 日本人材論』サンケイ出版 1979
- 『ほんねの時代 これからの世界と日本人 会田雄次対談集』講談社 1981
- 『覇者の系譜 乱世の人物にみる行動力と知謀 対論』奈良本辰也共著、廣済堂出版 1981
- 『父母を忘れさせない教育法：叡知・決断力・思いやり・勇気を育む』編、青春出版社(プレイブックス) 1981
- 『戦国武将新研究：危機突破の必勝経営術』百瀬明治共著 力富書房(リキトミブックス) 1985
- 『危機の行動力：幕末人物新研究』百瀬明治共著、力富書房(リキトミブックス) 1986
- 『人物世界の歴史 学習まんが物語』(全10巻) 監修、国際情報社 1986
- 『強い指導者：戦国武将新研究』百瀬明治共著、力富書房(リキトミブックス) 1986
- 『幕末・男の決断』共著、三笠書房 1986
- 『歴史を歩く』編著、竹井出版 1986
- 『都市は地獄か：資料纂房「まだ見ぬ街のために1」』上田篤共著、香匠庵 1987
- 『しなやかな歴史の知恵　対談集』竹井出版 1988
- 『歴史に学ぶライバルの研究』谷沢永一共著、PHP研究所 1988、PHP文庫 1997
- 『竜馬と晋作：維新回天に命を賭けた二人の英傑の交遊と生涯』百瀬明治・奈良本辰也共著、竹井出版 1989
- 『山本七平と日本人：一神教文明のなかの日本文化をめぐって』佐伯彰一共著、廣済堂出版 1993
- 『日本を愛する』伊藤昌哉共著、致知出版社 1996
- 『こんな指導者はいらない!』谷沢永一共著、PHP研究所 1997